# Formigueiro-de-cauda-baia
Formigueiro-de-cauda-baia (nome científico: Sciaphylax pallens) é uma espécie de ave pertencente à família dos tamnofilídeos. Ocorre na Amazônia. É considerado por alguns autores como uma subespécie de Sciaphylax hemimelaena.
Seu nome popular em língua inglesa é "Eastern White-bellied Antbird".